# Іллірійська мова
Іллірійська мова була мовою або групою мов у західних Балканах у Південно-Східній Європі в давнину. Мова не засвідчена, за винятком особистих імен і топонімів. Із них можна отримати достатньо інформації, щоб зробити висновок, що вона належала до індоєвропейської мовної сім'ї.
У стародавніх джерелах термін Illyrian застосовується до широкого кола племен, розташованих на великій території Південно-Східної Європи, в тому числі Ardiaei, Далмати, Pannonii, Autariates, Taylentii і інші (див список древніх племен в Іллірії). Невідомо, якою мірою всі ці племена утворили однорідну мовну групу, але вивчення засвідчених епонімів привело до виявлення мовного ядра на півдні цієї зони, приблизно навколо нинішніх Албанії та Чорногорії, де, як вважають, розмовляли власне іллірійською мовою.
Про взаємини між іллірійською та сусідніми мовами відомо небагато. За браком додаткової інформації іллірійська мова зазвичай описується як така, що займає власну гілку в індоєвропейському генеалогічному древі. Було висловлено припущення, що тісні взаємини з Мессапіком, про які колись говорили на півдні Італії, залишаються недоведеними. Відносини з Venetic і Liburnian також обговорювалося, але в даний час відкинута більшістю вчених. Серед сучасних мов часто вважають, що албанська мова є нащадком іллірійської, хоча це також залишається недоведеним.
На початку Нового часу і аж до 19 століття термін «іллірійський» також застосовувався до сучасної південнослов'янської мови Далмації, яка сьогодні визначається як сербохорватська . Ця мова лише віддалено споріднена з давньою іллірійською і не походить від неї.
Іллірійська мова була мовою або групою мов в західних Балканах в Південно — Східній Європі в давнину. Мова не засвідчена, за винятком особистих імен і топонімів. З них можна отримати достатньо інформації, щоб зробити висновок, що він належав до індоєвропейської мовної сім'ї.
У стародавніх джерелах термін " Illyrian " застосовується до широкого кола племен розташованих на великій території Південно — Східної Європи, в тому числі Ardiaei, Delmatae, Pannonii, Autariates, Taylentii і інші (див список древніх племен в Іллірії). Невідомо, якою мірою всі ці племена утворили однорідну мовну групу, але вивчення засвідчених епонімів призвело до виявлення мовного ядра на півдні цієї зони, приблизно навколо нинішніх Албанії та Чорногорії, де, як вважають, розмовляли власне іллірійською мовою.
Про взаємини між іллірійською та сусідніми мовами відомо небагато. За браком додаткової інформації, іллірійська мова зазвичай описується як така, що займає власну гілку в індоєвропейському генеалогічному древі. Було висловлено припущення, що тісні стосунки з Мессапіком, про які колись говорили на півдні Італії, залишаються недоведеними. Відносини з Venetic і Liburnian також обговорювалося, але в даний час відкинута більшістю вчених. Серед сучасних мов часто вважають, що албанська мова є нащадком іллірійської, хоча це також залишається недоведеним.
На початку Нового часу і аж до 19 століття термін «іллірійський» також застосовувався до сучасної південнослов'янської мови Далмації, яка сьогодні визначається як сербохорватська . Ця мова лише віддалено споріднена з давньою іллірійською і не походить від неї.

## Класифікація
Іллірійська мова входила до індоєвропейської мовної сім'ї. Його зв'язок з іншими індоєвропейськими мовами — стародавніми та сучасними — погано зрозумілий через нестачу даних і все ще вивчається. Сьогодні основним джерелом авторитетної інформації про іллірійську мову є кілька іллірійських слів, наведених у класичних джерелах, та численні приклади іллірійських антропонімів, етнонімів, топонімів та гідронімів . Враховуючи мізерність даних, важко визначити звукові зміни, які відбулися в іллірійській мові; найпоширенішим є те, що індоєвропейські дзвінкі /bʰ/, /dʰ/, /ɡʰ/ стали дзвінкими приголосними /b/, /d/, /ɡ/ .
Групування іллірійської мови з мессапійською мовою пропонувалося близько століття, і нещодавно її знову ввів Йоахім Мацінгер. Теорія базується на класичних джерелах, археології та ономастиці . Матеріальна культура мессапіанців має ряд подібностей до іллірійської матеріальної культури. Деякі мессапійські антропоніми мають близькі іллірійські еквіваленти. Також було запропоновано інше угруповання з венетською мовою та лібурнською мовою, якою колись розмовляли у північно-східній Італії та Лібурнії відповідно. Тепер консенсус полягає в тому, що Іллірійський був досить відмінним від обох.

## Centum проти satem
За відсутності достатніх лексичних даних і текстів, написаних іллірійською мовою, теорії, що підтверджують центум характер іллірійської мови, базувалися в основному на сентумному характері венетичної мови, яка вважалася пов'язаною з іллірійською мовою, зокрема щодо іллірійських топонімів. і імена, такі як Vescleves, Acrabanus, Гент, клаузальная і т. д. Згодом відносини між венетиками та іллірійцями були дискредитовані, і вони більше не вважаються близькими. Вчені, що підтримують сатемний характер іллірійської мови, виділяють окремі топоніми та особисті імена, такі як Асамум, Бірзінімум, Занатіс тощо, у яких ці вчені бачать рефлекси сатемного типу з індоєвропейськими коренями. Вони також вказують на інші топоніми, включаючи Osseriates, що походять від /*eghero/ (озеро) або Birziminium від PIE /*bherǵh/ або Asamum від PIE /*aḱ-mo/ (гострий).
Навіть якщо вищезгадані венеційські топоніми та особисті імена вважати іллірійськими за походженням, незрозуміло, що вони виникли з мови центуму. Vescleves, Acrabanus, Гент і смислове пояснюються прихильниками гіпотези, що Illyrian мали CENTUM характер, в порівнянні з IE мов, таких як санскрит або давньогрецький, або реконструйованих PIE. Наприклад, Vescleves пояснюють як PIE *wesu-ḱlewes (з хорошою славою). Крім того, ім'я Acrabanus як складена назва порівнюється з давньогрецьким /akros/ без ознак палаталізації або Clausal пов'язано з /* klew / (мити, полоскати). У всіх цих випадках прихильники сентумного характеру іллірійської мови вважають PIE *ḱ > /*k/ або PIE *ǵ > /*g/, за яким слідує /l/ або /r/, як доказ центуму іллірійська мова. Проте було показано, що навіть в албанській та балто-слов'янській мовах, які є сатемними мовами (з певною невизначеністю щодо албанської), палатовеляри загалом були депалатизовані (депалатизація PIE *ḱ > *k і *ǵ > *g перед /r/ та /l/ регулярно албанською) у цій фонетичній позиції. Ім'я Гент або Genthius не допомагає, оскільки є два Іллірійські форм для нього, Genthius і Zanatis. Якщо Гент або Genthius походить від * ǵen- («народитися»), це є доказом того мови CENTUM, але якщо ім'я Zanatis аналогічним чином створюється (або з * ǵen-, «знати»), то Illyrian це мова SATEM . Інша проблема, пов'язана з ім'ям Gentius, полягає в тому, що не можна сказати, чи був початковий /g/ джерел — піднебінним чи лабіовелярним .
Беручи до уваги відсутність достатніх даних, а іноді і подвійну природу їх тлумачення, centum/satem характер іллірійської мови все ще залишається невизначеним і потребує додаткових доказів.

## Діалекти
Греки були першими письменними людьми, які часто контактували з іллірійською мовою. Їхня концепція «Іллірія», однак, відрізнялася від того, що римляни пізніше назвали «Ілліріком». Грецький термін охоплював лише народи, які жили на кордонах Македонії та Епіру . Пліній Старший у своїй праці « Природна історія» все ще застосовує більш суворе використання терміна Illyrii, говорячи про Illyrii proprie dicti («Іллірійці, власне, так звані») серед місцевих громад на півдні римської Далмації.
За кілька століть до і після римського завоювання в кінці 1 століття до нашої ери концепція Іллірику розширювалася на захід і північ. Нарешті, воно охопило всі корінні народи від Адріатики до Дунаю, які населяли римські провінції Далмація, Паннонія та Мезія, незалежно від їх етнічних та культурних відмінностей.
У перші десятиліття двадцятого століття Ганс Краге здійснив широке дослідження іллірійських назв і території. Він та інші вчені виступали за широке поширення іллірійських народів значно за межами Балкан хоча у своїй пізнішій роботі Краге обмежував своє уявлення про масштаби заселення іллірійців.
Подальші уточнення іллірійських ономастичних провінцій для цієї іллірійської області, що входили до пізнішої римської провінції, були запропоновані Гезою Альфельді . Він виділив п'ять основних груп: (1) «справжні иллирийцев» до південь від річки Неретва і тягнеться до південь від провінційної кордону з Македонією на річці Дрина включити Illyris з північної і центральної Албанії; (2) дельмати, які займали середнє узбережжя Адріатики між «справжніми іллірійцями» та лібурнами; (3) венетичні лібурни північно-східної Адріатики; (4) яподи, які мешкали на північ від Дельматів і за Лібурні, де назви виявляють суміш венетичних, кельтських та іллірійських; і (5) паннонський народ на півночі Боснії, Північної Чорногорії та Західної Сербії.
Пізніше ці ідентифікації були оскаржені Радославом Катичичем який на основі особистих імен, які зазвичай зустрічаються в Іллірику, виділяв три ономастичні області: (1) південно-східний іллірійський, що простягається на південь від південної частини Чорногорії і включає більшість Албанії на захід від річки Дрін, хоча її демаркація на південь залишається невизначеною; (2) Центральний Іллірій, що складається з більшої частини колишньої Югославії, на північ від південної Чорногорії на захід від Морави, за винятком стародавньої Лібурнії на північному заході, але, можливо, простягається до Паннонії на півночі; (3) Лібурн, чиї назви нагадують назви венеційської території на північний схід.
Ономастичних відмінностей між Південно-Східним і Центральним районами недостатньо, щоб показати, що в цих районах існували два чітко диференційовані діалекти іллірійської мови. Проте, як стверджував Катичич, основна ономастична область власне Іллірійського має бути розташована на південному сході цього Балканського регіону, традиційно пов'язаного з іллірійцями (з центром у сучасній Албанії).
Традиційно іллірійською називають будь-яку некельтську мову на північному заході Балкан. Останні наукові дослідження 1960-х років і далі схиляються до думки, що регіон, населений іллірійськими племенами, можна розділити на три окремі мовні та культурні області, з яких лише один можна правильно назвати «іллірійським». Жодних письмових текстів про самоідентифікацію від іллірійців не існує, і написів іллірійською мовою не існує, єдиними мовними залишками є назви місць (топоніми) та деякі глоси.

## Словниковий запас
Оскільки іллірійських текстів немає, джерела для ідентифікації іллірійських слів були визначені Гансом Краге як чотири види: написи, глоси іллірійських слів у класичних текстах, імена, включаючи власні назви (переважно написи на надгробках), топоніми. і назви річок — і іллірійські запозичення іншими мовами. Остання категорія виявилася особливо спірною. Назви зустрічаються в джерелах, які охоплюють понад тисячоліття, включаючи нумізматичні свідчення, а також встановлені оригінальні форми топонімів. Іллірійських написів немає (месапійські написи розглядаються окремо, і немає консенсусу, що їх слід вважати іллірійськими). Наконечник списа, знайдений у Ковелі, який дехто вважає іллірійським, більшість рунологів вважає східногерманським і, швидше за все, готським, тоді як вотивний напис на персні, знайденому поблизу Шкодра, який спочатку інтерпретували як іллірійський, був показаний. насправді бути візантійським греком .

## Епоха
Власне іллірійська вимерла між 2-м і 6-м століттями нашої ери за винятком, можливо, гілки, яка, можливо, збереглася і розвинулась в албанську. 
Також стверджується, що в сільській місцевості збереглася іллірійська мова, про що є свідчення Св. Ієроніма 4-5 століття.